# Jacob Moran
Jacob Anthony Moran (ur. 14 listopada 2000) – portorykański zapaśnik walczący w stylu wolnym. Brązowy medalista igrzysk Ameryki Środkowej i Karaibów w 2023. Dziesiąty na mistrzostwach panamerykańskich w 2024 roku.
Zawodnik Portage High School i Indiana University Bloomington.